# Cour suprême de Thaïlande
Pour les autres articles nationaux ou selon les autres juridictions, voir Cour suprême.
La Cour suprême de Thaïlande (en thaï : ศาลฎีกา), située à Bangkok, en Thaïlande, est la plus haute cour de justice thaïlandaise, couvrant les affaires pénales et civiles de l'ensemble du pays. Opérant séparément du Tribunal administratif et de la Cour constitutionnelle, l'arrêt de la Cour suprême est considéré comme définitif. Ni le demandeur ni le défendeur ne peuvent demander d'autres appels.
Un juge de la Cour suprême peut être nommé parmi les juges de la Cour d'appel ayant de l'ancienneté, des connaissances et une expérience approfondies.
L'actuel président de la Cour suprême est la juge Anocha Chevitsophon (en thaï : อโนชา ชีวิตโสภณ),.

## Histoire
Historiquement, la Thaïlande ne possédait pas de Cour suprême, le monarque pouvait trancher tous les litiges en tant qu’unique autorité judiciaire suprême. Les citoyens faisaient ainsi directement appel au roi lors des déplacements de ce dernier.
Ce système a existé jusqu'au début de l'ère Rattanakosin, le règne du roi Rama IV.
Sous le règne du roi Rama V, un service officiel d'appel fut créé au palais et, en 1891, le roi créa le ministère de la Justice.
Le roi proumulgue également le Judicator Act de 1909 qui établit la Cour suprême comme le plus haut tribunal du pays. Les affaires ne pouvaient plus donc faire l'objet d'un appel devant le roi.
Après que la Thaïlande ait adopté une forme de gouvernement démocratique et constitutionnelle lors de la révolution siamoise de 1932, le Judicator Act de 1934 a été promulguée pour modifier la précédente loi : les tribunaux étaient ainsi divisés en trois niveaux, à savoir le tribunal de première instance, la cour d'appel et la Cour suprême.

## Juridiction

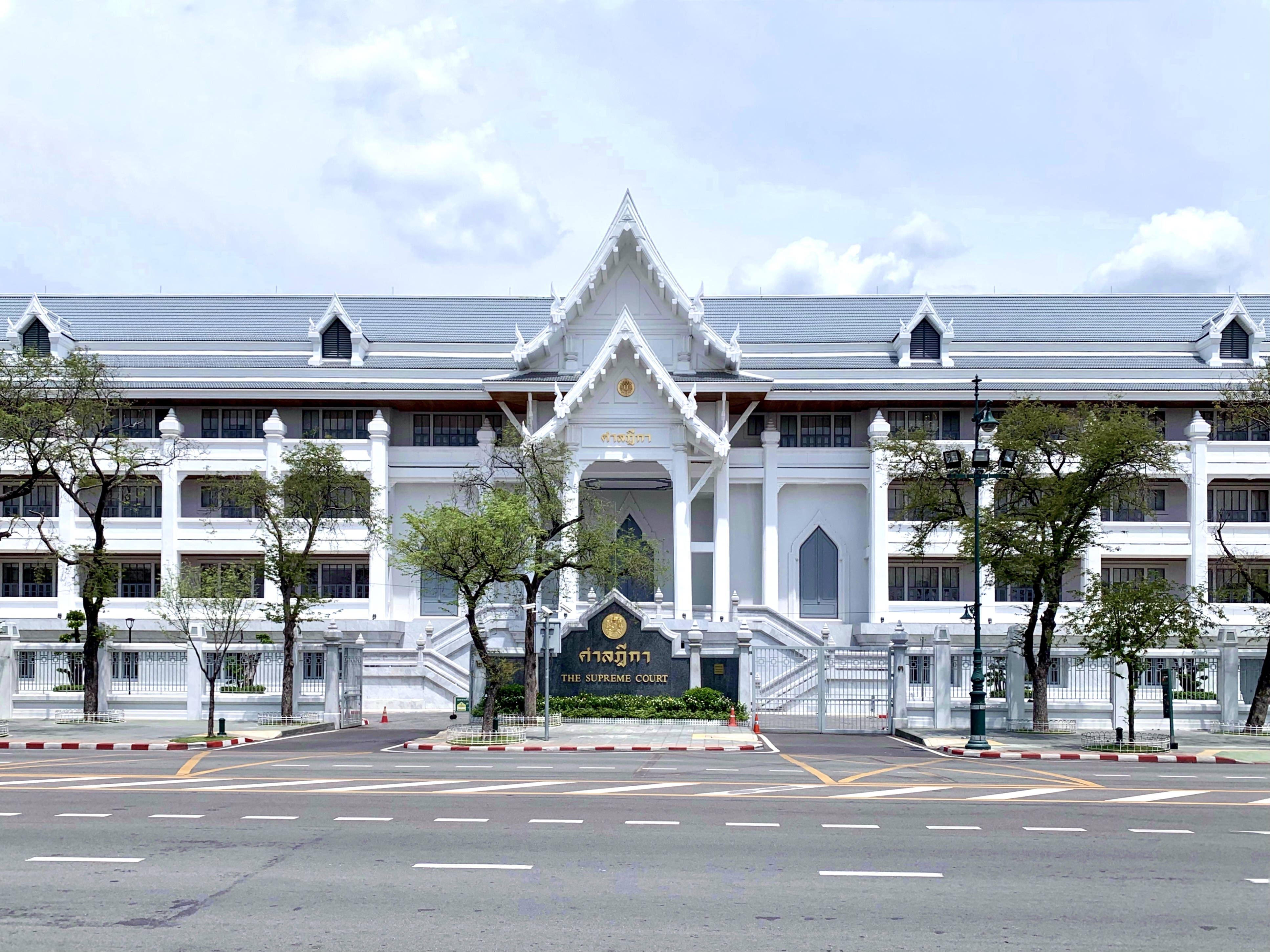
Palais de la Cour suprême dans le district de Phra Nakhon, Bangkok

La Cour suprême de Thaïlande fait office de cour d'appel finale pour toutes les affaires civiles et pénales dans l'ensemble du royaume. Une ordonnance ou un jugement de la Cour suprême dans toutes sortes de cas est définitif.
Une partie qui conteste une ordonnance ou un jugement rendu par les tribunaux de première instance, la cour d'appel ou les cours d'appel des régions I à IX, a le droit de faire appel de l'ordonnance ou du jugement du tribunal inférieur, dans les conditions et circonstances prévues par la loi.
Des lois spécialisées telles que les lois procédurales sur le travail, la fiscalité, la propriété intellectuelle et le commerce international permettent aux parties de faire appel des jugements de ces tribunaux spécialisés directement devant la Cour suprême.

## Composition

Drapeau du président de la Cour suprême de Thaïlande

La Cour se compose du président, des vice-présidents, du secrétaire et d'un certain nombre de juges. Dans le système juridique actuel, le président de la Cour suprême est également le chef des tribunaux.
Au moins trois juges de la Cour suprême constituent le quorum. À l'heure actuelle, la Cour suprême a divisé les juges en interne en 25 quorums. Chaque collège compte trois juges ; le juge le plus ancien d'un quorum est le juge qui préside.
La Cour suprême compte dix divisions pour les affaires spécialisées, à savoir :
- Division de la jeunesse et de la famille ;
- Division du travail ;
- Division des impôts ;
- Division de la propriété intellectuelle et du commerce international, y compris la loi thaïlandaise sur le droit d'auteur ;
- Division de la faillite ;
- Division pénale des titulaires de fonctions politiques[7] ;
- Division du Commerce et de l'Economie ;
- Division de l'Environnement[8] ;
- Division du consommateur ;
- Division des dossiers électoraux ;

Les divisions spécialisées comptent neuf juges dans chaque division, désignés par le président de la Cour suprême, ainsi qu'un juge en chef ou président de la Cour supervisant le travail de la division. Le jugement est rendu à la majorité des voix parmi les juges du quorum après chaque opinion écrite et déclaration orale du juge à l'assemblée avant de prendre une décision.

## Fonctions et procédure
Après avoir été examinés et soumis au processus administratif initial, les appels des jugements des juridictions inférieures devant la Cour suprême sont confiés aux juges de la Cour suprême par le Président de la Cour suprême, au cas par cas. Ce processus prend souvent environ 15 jours. Cependant, certains cas particuliers, tels que la propriété intellectuelle, la fiscalité, la faillite et le commerce international, constituent des exceptions. En outre, certaines affaires pénales dans lesquelles les accusés sont en détention pendant le procès sont prioritaires,.
Le processus de détermination du quorum de la Cour suprême a lieu lorsque le tribunal permet au demandeur et au défendeur de présenter les questions factuelles et juridiques dans le procès. Ce processus peut prendre de quelques mois jusqu'à l'expiration de l'affaire, en fonction de la décision prise par les juges principaux chargés de l'affaire, le cas échéant.
Par la suite, un projet de jugement ou d’ordonnance est rendu public. Le processus d'examen par la Division de recherche ou le processus d'approbation par une certaine division spécialisée peut alors avoir lieu. Ce processus peut prendre jusqu'à un mois. La procédure se termine par la transmission d'un dossier contenant un arrêt de la Cour suprême au Tribunal de première instance pour prononcé.